# Saskylach
Saskylach (in lingua russa Саскылах, in sacha Сааскылаах), è un villaggio di 2 300 abitanti situato nella Sacha-Jacuzia, in Russia.

## Geografia
Si trova sulla sponda destra del fiume Anabar che sfocia nel mare di Laptev ed è uno dei più grandi porti sul fiume. Saskylach è il centro amministrativo del distretto (ulus) dell'Anabar.

## Storia
Il villaggio di Saskylach venne fondato nel 1930 come sede amministrativa e per sedentarizzare la popolazione nomade dell'area: sacha, evenki e dolgani.

## Infrastrutture e trasporti
La località è servita da un aeroporto che si trova a sud del villaggio (codice ICAO: UERS). Non ci sono strade aperte tutto l’anno da Saskylakh, anche se c'è una pista invernale che porta a Olenëk e poi, per altri 600 chilometri più a sud, a Udačnyj. Nella direzione opposta, la strada continua verso nord lungo l'Anabar fino a Jurjung-Chaja.

## Clima
| Saskylach (1991-2020) Fonte: | Mesi         | Mesi         | Mesi         | Mesi         | Mesi         | Mesi         | Mesi        | Mesi        | Mesi         | Mesi         | Mesi         | Mesi         | Stagioni | Stagioni | Stagioni | Stagioni | Anno  |
| Saskylach (1991-2020) Fonte: | Gen          | Feb          | Mar          | Apr          | Mag          | Giu          | Lug         | Ago         | Set          | Ott          | Nov          | Dic          | Inv      | Pri      | Est      | Aut      | Anno  |
| ---------------------------- | ------------ | ------------ | ------------ | ------------ | ------------ | ------------ | ----------- | ----------- | ------------ | ------------ | ------------ | ------------ | -------- | -------- | -------- | -------- | ----- |
| T. max. media (°C)           | −30,1        | −30,3        | −22,2        | −11,7        | −2,3         | 11,5         | 16,8        | 13,5        | 4,7          | −8,8         | −22,5        | −28,5        | −29,6    | −12,1    | 13,9     | −8,9     | −9,2  |
| T. media (°C)                | −33,8        | −34,1        | −27,0        | −17,1        | −5,9         | 7,0          | 11,8        | 9,0         | 1,6          | −12,0        | −26,3        | −32,1        | −33,3    | −16,7    | 9,3      | −12,2    | −13,2 |
| T. min. media (°C)           | −37,5        | −37,7        | −31,4        | −22,2        | −9,4         | 3,3          | 7,5         | 5,1         | −1,0         | −15,4        | −30,0        | −35,7        | −37,0    | −21,0    | 5,3      | −15,5    | −17,0 |
| T. max. assoluta (°C)        | −2,2 (2016)  | −2,4 (1999)  | 2,3 (1990)   | 9,8 (2011)   | 23,8 (2020)  | 32,7 (2020)  | 35,6 (1979) | 31,3 (1965) | 24,6 (2016)  | 9,6 (1947)   | 1,5 (2010)   | −2,3 (1993)  | −2,2     | 23,8     | 35,6     | 24,6     | 35,6  |
| T. min. assoluta (°C)        | −58,8 (1987) | −60,3 (2002) | −54,7 (2007) | −46,8 (1984) | −32,0 (1978) | −12,6 (1964) | −2,1 (1944) | −5,6 (1992) | −18,1 (2002) | −42,0 (1974) | −50,8 (1960) | −59,9 (1993) | −60,3    | −54,7    | −12,6    | −50,8    | −60,3 |
| Precipitazioni (mm)          | 9            | 8            | 9            | 10           | 15           | 14           | 21          | 27          | 21           | 21           | 13           | 8            | 25       | 34       | 62       | 55       | 176   |